# Arbeitsgericht Husum
Das Arbeitsgericht Husum war ein deutsches Gericht der Arbeitsgerichtsbarkeit mit Sitz in Husum.

## Geschichte
Gemäß Arbeitsgerichtsgesetz vom 23. Dezember 1926 wurden in Deutschland Arbeitsgerichte gebildet. Diese waren nur in der ersten Instanz organisatorisch selbstständige Gerichte, die Landesarbeitsgerichte waren den Landgerichten zugeordnet. Am Landgericht Kiel entstand so 1927 das Landesarbeitsgericht Kiel als eines von drei Landesarbeitsgerichten im Bezirk des Oberlandesgerichts Kiel. In Husum entstand das Arbeitsgericht Husum. Sein Sprengel umfasste die Bezirke der Amtsgerichte Bredstedt, Friedrichstadt, Garding, Husum, Niebüll und Tönning. Es bestand jeweils eine Kammer für Arbeiter, für Angestellte und für Handwerk.
Nach der Besetzung Deutschlands durch die Alliierten wurden 1945 zunächst alle Gerichte geschlossen. Die ordentlichen Gerichte wurden schon bald wieder eröffnet, während die Arbeitsgerichte zunächst nicht wieder eingerichtet wurden, so dass arbeitsgerichtliche Streitigkeiten von den ordentlichen Gerichten erledigt werden mussten. Gemäß Kontrollratsgesetz 21 sollten in Deutschland Arbeitsgerichte aufgebaut werden. Bei den Beratungen über die Umsetzung wurde als Maßstab gewählt, dass die Bezirke der Arbeitsgerichte denen der Arbeitsämter entsprechen sollten. Danach wurde das Arbeitsgericht Husum zunächst nicht neu gebildet. Mit Wirkung vom 10. Mai 1950 wurde jedoch wieder ein Arbeitsgericht in Husum eingerichtet, das für die Kreise Südtondern, Husum und Eiderstedt zuständig war, die vorher zum Arbeitsgericht Flensburg bzw. Heide gehörten. Inzwischen wurde das Arbeitsgericht Husum aufgehoben. Stattdessen hält das jetzt zuständige Arbeitsgericht Flensburg regelmäßige Gerichtstage in den Räumen des Husumer Amtsgerichts ab.